# SPring-8

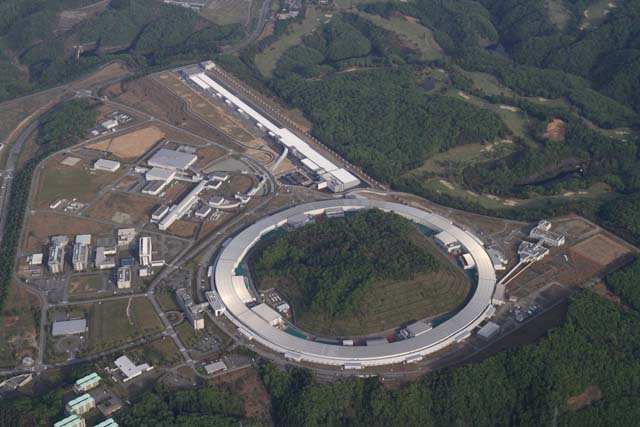
上空より撮影したSPring-8サイト全景
SPring-8蓄積リング棟（中央の円環状建物）および
SACLA（左上方の直線状建物）

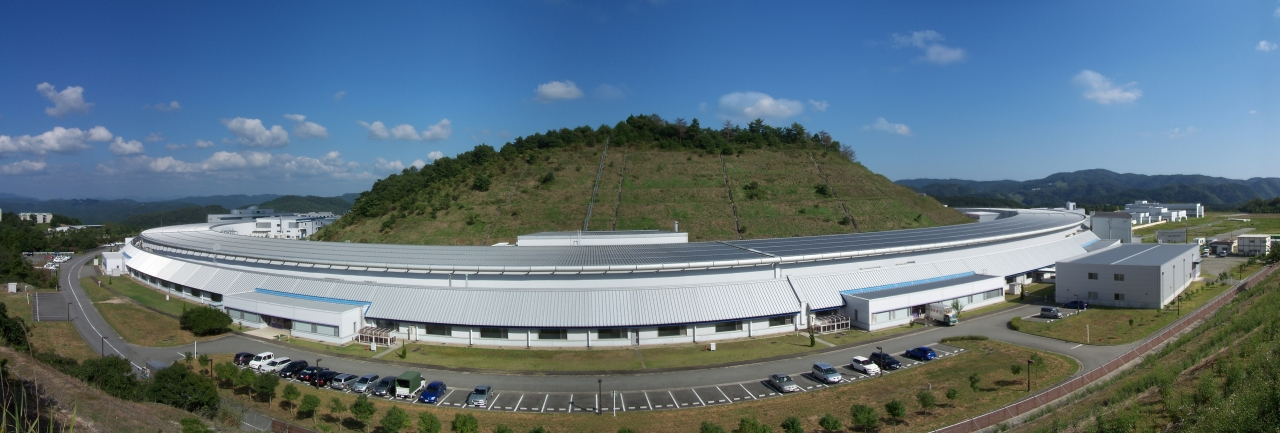
SPring-8の蓄積リング棟。内部に円形加速器、各種ビームラインおよび実験設備がある。中央の小山は蓄積リングに囲まれた三原栗山。

SPring-8（スプリングエイト、Super Photon ring-8 GeV）は、兵庫県佐用郡佐用町光都一丁目1番1号、播磨科学公園都市内に位置する大型放射光施設。電子を加速・貯蔵するための加速器群と発生した放射光を利用するための実験施設および各種付属施設から成る。名前の8は電子の最大加速エネルギーである8GeVに因んでつけられた。

## 概説
輝度・エネルギー・指向性などの点で世界最高クラスの放射光を発生させることができる。エネルギーが数keVから100keV程度のX線領域の光を中心に利用されるが、よりエネルギーの低い赤外線を発生させることも可能である。またレーザービームを逆コンプトン散乱させることによって最大2.4GeVの単色ガンマ線を作り出すこともできる。
1991年から日本原子力研究所（原研）と理化学研究所（理研）が共同で建設を開始し、1997年10月から供用を開始した。両研究所が高輝度光科学研究センター（特定先端大型研究施設の共用の促進に関する法律に基づく登録施設利用促進機関）に施設の運転・管理を委託。整備費は1,319億円。所在地は兵庫県佐用郡佐用町光都一丁目1番1号。なお、敷地の一部は赤穂郡上郡町とたつの市新宮町にまたがっており、播磨科学公園都市の一角に位置する。

### 一般見学
一般見学については、放射光普及棟の展示室や一部の外部施設のビームライン (BL02B1)などは随時見学可能であるが、内部の実験設備や加速器などを見るためには例年4月ごろに行われる一般公開に参加する必要がある。

### 併設施設
敷地内には、SPring-8とビーム光源を共有し、ナノテクノロジー研究開発などに使用される中型放射光施設ニュースバル（兵庫県立大学高度産業科学技術研究所）がある。また、実験設備の一部をSPring-8と共用するX線自由電子レーザー施設(SACLA)が2012年より供用運転を開始している。

## 施設諸元

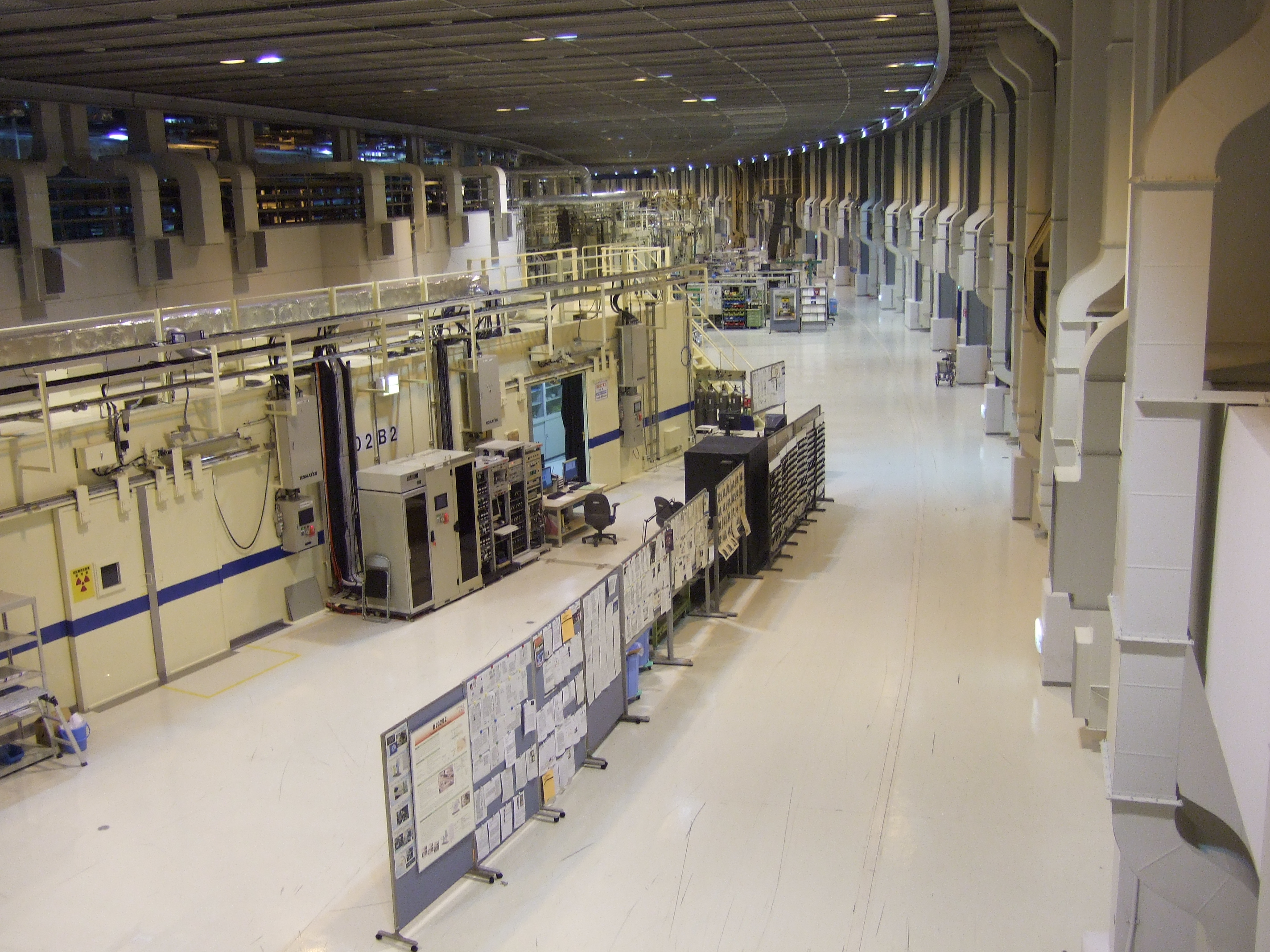
SPring-8施設内

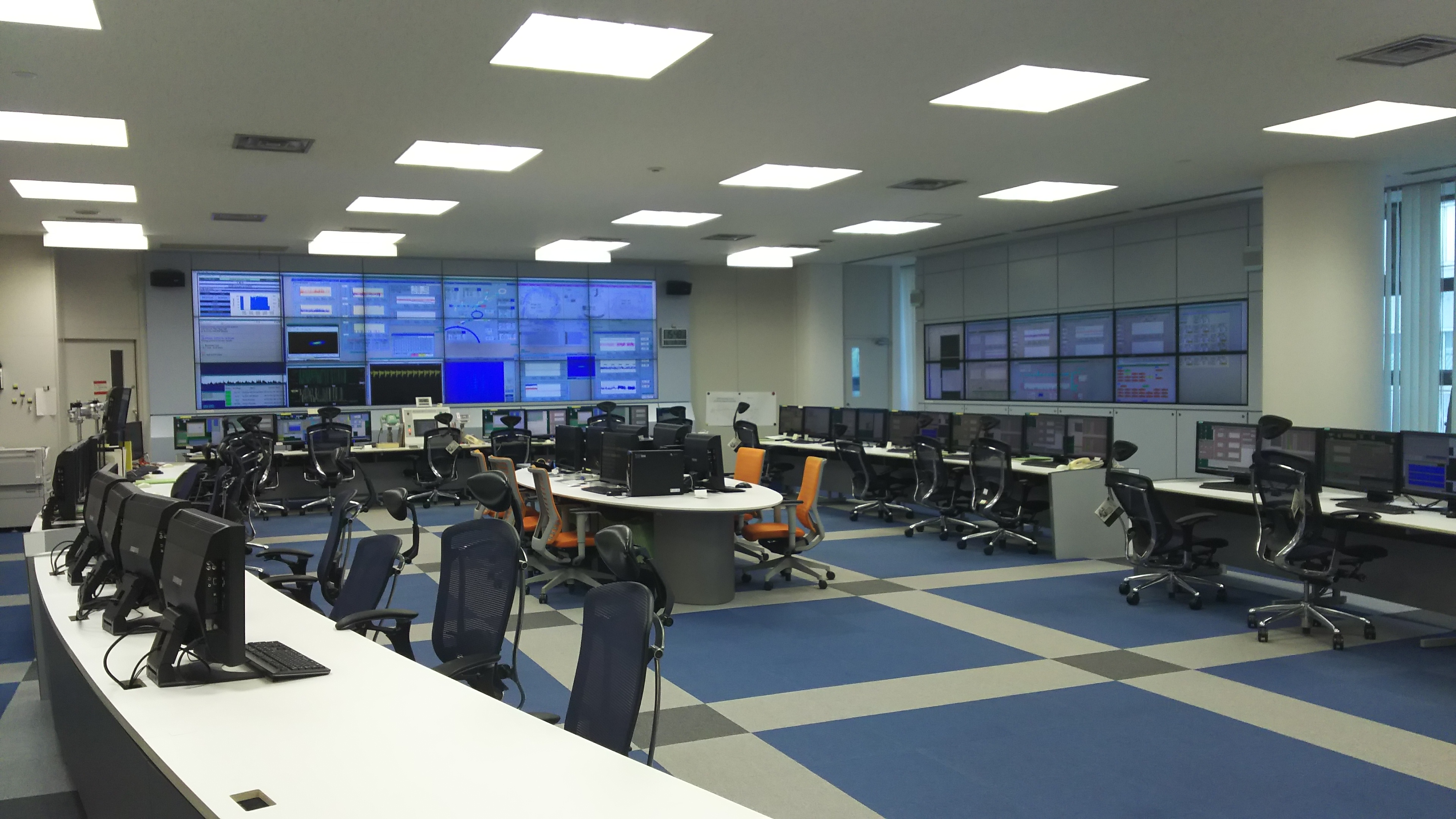
中央制御室

- 線型加速器 - 全長：140m/加速エネルギー：1GeV
- シンクロトロン - 周長：396m/電子エネルギー：8GeVまで加速
- 蓄積リング - 周長：1,436m
- ビームライン:62本（2008年1月現在49本が稼動[3]）、長さは通常光源から80mまでだが、300m、1,000mのものも設置可能である。

### ビームライン一覧
ビームライン(BL)番号の後の略号は以下のように挿入光源や光の種類を表す。
B1,B2：偏向電磁石、XU：X線アンジュレータ、SU：軟X線アンジュレータ、W：ウィグラー、IR：赤外光、LEP：レーザー電子光、LXU：長尺X線アンジュレータ、LSU：長尺軟X線アンジュレータ、SS：直線部
| BL番号  | 用途や所属による通称                     | 利用エネルギー域                                                          | 所属                   | 備考                                                                                                   |
| ------- | ---------------------------------------- | ------------------------------------------------------------------------- | ---------------------- | --- |
| BL01B1  | XAFS                                     | 3.8 - 113 keV                                                             | 共用                   | |
| BL02B1  | 単結晶構造解析                           | 5 - 115 keV                                                               | 共用                   | |
| BL02B2  | 粉末結晶構造解析                         | 12 - 35 keV                                                               | 共用                   | |
| BL03XU  | フロンティアソフトマター開発産学連合     |                                                                           | 産学連合体             | 計画・建設中                                                                                           |
| BL04B1  | 高温高圧                                 | 20 - 150 keV                                                              | 共用                   | |
| BL04B2  | 高エネルギーX線回折                      | 37.8 keV (Si 111) 61.7 keV (Si 220)                                       | 共用                   | |
| BL05XU  | 理研 施設診断ビームライン I              |                                                                           | 加速器診断             | 逆コンプトン散乱ガンマ線源としても使用予定                                                             |
| BL07LSU | 東京大学放射光アウトステーション物質科学 |                                                                           | 東大                   | 計画・建設中                                                                                           |
| BL08W   | 高エネルギー非弾性散乱                   | 174 - 300 keV (Si 620 / Si 771) 100 - 120 keV (Si 400)                    | 共用                   | |
| BL08B2  | 兵庫県BM                                 | 4.6 - 70 keV                                                              | 兵庫県                 | |
| BL09XU  | 核共鳴散乱                               | 6.2 - 100 keV                                                             | 共用                   | |
| BL10XU  | 高圧構造物性                             | 18 - 35 keV                                                               | 共用                   | |
| BL11XU  | QST 極限量子ダイナミクス                 | 6 - 70 keV                                                                | 量研機構               | |
| BL12XU  | NSRRC ID                                 | 4.5 - 35 keV                                                              | NSRRC                  | |
| BL12B2  | NSRRC BM                                 | 5 - 90 keV （白色） 5 - 70 keV （単色）                                   | NSRRC                  | |
| BL13XU  | 表面界面構造解析                         | 7 - 18.9 keV                                                              | 共用                   | |
| BL14B1  | QST 極限量子ダイナミクスII               | 5 - 150 keV （白色） 5 - 90 keV （単色）                                  | 量研機構               | |
| BL14B2  | 産業利用II                               | 3.8 - 72 keV                                                              | 共用                   | |
| BL15XU  | 高エネルギー帯域先端材料解析             | 0.5 - 60 keV                                                              | 物材機構               | 2021年3月末撤退                                                                                        |
| BL16XU  | サンビームID                             | 4.5 - 40 keV                                                              | 産業用                 | |
| BL16B2  | サンビームBM                             | 4.5 - 113 keV                                                             | 産業用                 | |
| BL17SU  | 理研 物理科学III                         | 0.3 - 1.8 keV                                                             | 理研                   | |
| BL19LXU | 理研 物理科学II                          | 7.2 - 18 keV 22 - 51 keV                                                  | 理研                   | |
| BL19B2  | 産業利用I                                | 3.8 - 72 keV                                                              | 共用                   | |
| BL20XU  | 医学・イメージングII                     | 7.62 - 37.7 keV (Si 111) 23 - 113 keV (Si 511)                            | 共用                   | |
| BL20B2  | 医学・イメージングI                      | 5.0 - 37.5 keV (Si 111) 8.4 - 72.5 keV (Si 311) 13.5 - 113.3 keV (Si 511) | 共用                   | |
| BL22XU  | JAEA 重元素科学I                         | 35 - 70 keV 3 - 37 keV                                                    | 原子力機構             | |
| BL23SU  | JAEA 重元素科学II                        | 0.5 - 3 keV                                                               | 原子力機構             | |
| BL24XU  | 兵庫県ID                                 |                                                                           | 兵庫県                 | |
| BL25SU  | 軟X線固体分光                            | 0.22 - 2 keV                                                              | 共用                   | |
| BL26B1  | 理研 構造ゲノムI                         | 6 - 17 keV                                                                | 理研                   | BL26B1とBL26B2はほぼ同仕様のビームライン                                                               |
| BL26B2  | 理研 構造ゲノムII                        | 6 - 17 keV                                                                | 理研                   | |
| BL27SU  | 軟X線光化学                              | 最大 2.7 keV                                                              | 共用                   | |
| BL28XU  | 革新型蓄電池先端科学基礎研究             |                                                                           | 京大                   | |
| BL28B2  | 白色X線回折                              | 5 keV 以上 （白色）                                                       | 共用                   | |
| BL29XU  | 理研 物理科学I                           | 4.4 - 37.8 keV                                                            | 理研                   | 1 kmビームライン                                                                                       |
| BL31LEP | レーザー電子光II                         | 1.4 - 2.9 GeV                                                             | 阪大核物理研究センター | |
| BL32XU  | 理研 ターゲットタンパク                  | 12 - 15keV                                                                | 理研                   | 微小結晶向けマイクロフォーカス・ビームライン                                                           |
| BL32B2  | 理研                                     | 7 - 17 keV                                                                | 理研                   | BL26B1とBL26B2（構造ゲノムIとII）とほぼ同仕様                                                          |
| BL33XU  | 豊田                                     |                                                                           | 豊田中央研             | 光源はテーパ付アンジュレータと高速回転のコンパクト分光器により、数10msecの時間分解能の時分割XAFSが可能 |
| BL33LEP | レーザー電子光                           | 1.5 - 2.4 GeV                                                             | 阪大                   | 逆コンプトン散乱ガンマ線源。ペンタクォークの生成。                                                     |
| BL35XU  | 高分解能非弾性散乱                       | 13 - 26 kev 程度                                                          | 共用                   | |
| BL36XU  | 先端触媒構造反応リアルタイム計測         | 4.5～35keV                                                                | 電通大                 | |
| BL37XU  | 分光分析                                 | 4.5 - 37.7 keV 75.5 keV                                                   | 共用                   | |
| BL38B1  | 構造生物学III                            | 6.5 - 17.5 keV                                                            | 共用                   | |
| BL38B2  | 理研 施設診断ビームライン II             | 4.0 - 14.2 keV                                                            | 加速器診断             | 逆コンプトン散乱ガンマ線源としても試用                                                                 |
| BL39XU  | 磁性材料                                 | 5 - 38 keV                                                                | 共用                   | |
| BL40XU  | 高フラックス                             | 8 - 17 keV                                                                | 共用                   | 光子フラックス（光子数/秒）は最大1015程度                                                              |
| BL40B2  | 構造生物学II                             | 6 - 17.5 keV                                                              | 共用                   | |
| BL41XU  | 構造生物学I                              | 通常モード: 6.5 - 17.5 keV 高エネルギーモード: 19 - 35 keV                | 共用                   | 高難易度ターゲット向け高輝度ビームライン                                                               |
| BL43IR  | 赤外物性                                 | 赤外領域                                                                  | 共用                   | |
| BL43LXU | 理研 量子ナノダイナミクス                | 14.4 - 25 keV                                                             | 理研                   | |
| BL44XU  | 生体超分子複合体構造解析                 | 9 - 16 keV                                                                | 阪大                   | |
| BL44B2  | 理研 物質科学                            | 6 - 18 keV                                                                | 理研                   | |
| BL45XU  | 理研 構造生物学I                         | 6.8 - 14.0 keV （SAXS用） 7.5 - 14.0 keV （PX用）                         | 理研                   | |
| BL46XU  | 産業利用III                              | 6 - 35 keV                                                                | 共用                   | |
| BL47XU  | 光電子分光・マイクロCT                   | 5.2 - 37.7 keV                                                            | 共用                   | |

## その他
国内の各大学および理研や原研による学術利用だけでなく、製薬会社、製鉄会社など、30社以上の産業利用や海外の研究機関の利用もあり、専用のビームラインが設けられている場合もある。2008年度には、今まで他社と共同でビームラインを利用していたトヨタ自動車が、単独企業としては初めて専用のビームライン (BL33XU) の新設に着手する。
1998年の和歌山毒物カレー事件では、使用された毒物の組成を調べるためにSPring-8が使用された。亜ヒ酸に含まれる特定の不純物元素の量を比較して異同識別が行われたが、このための重元素不純物の検出にSPring-8の性能が必要とされたためである。
2008年の映画「神様のパズル」では当施設内が撮影に使用されている。
2009年3月28日放映のテレビ東京「土曜スペシャル『人情ふれあい珍道中! 春の山陽道ローカル路線バス乗り継ぎの旅』」では、太川陽介、蛭子能収、根本りつ子の3人が、たまたま同じバスに乗車していた当施設勤務の工学博士に誘われて見学した。
テレビ朝日系ドラマ『科捜研の女』の登場人物、宮前守は京都府警科学捜査研究所から当施設に栄転しているという設定になっており、『科捜研の女 -劇場版-』放映を区切りにテレビ放送版にもたびたび登場している。

## アクセス
- 相生駅からウイング神姫、SPring-8行きで約40分　相生駅から約20km

※姫路駅から播磨新宮駅経由で乗り換えでもアクセス可能
※かつては姫路駅から神姫バスの急行が運行されていた（平日のみ）が、2023年3月31日をもって休止している。